# Lespesses
Lespesses is een gemeente in het Franse departement Pas-de-Calais (regio Hauts-de-France) en telt 401 inwoners (1999). De plaats maakt deel uit van het arrondissement Béthune.

## Geografie
De oppervlakte van Lespesses bedraagt 3,1 km², de bevolkingsdichtheid is 129,4 inwoners per km².
De onderstaande kaart toont de ligging van Lespesses met de belangrijkste infrastructuur en aangrenzende gemeenten.

## Demografie
Onderstaande figuur toont het verloop van het inwonertal (bron: INSEE-tellingen).